# Lupper
Lupper ist ein Computerwurm, der im November 2005 entdeckt wurde. Lupper ist unter vielen Bezeichnungen bekannt, darunter Plupii.C, Lupper.worm.b, Lupper-I und Mare.d.

## Funktion

### Verbreitung
Lupper nutzt die sogenannte XMLRPC-Sicherheitslücke über installierte Programme wie WordPress, Tiki, phpGroupware, Drupal in AWStats oder Webhint aus. Neuere Varianten dringen über das Content-Management-System Mambo in den Computer ein.

### Payload
Ist der PC komprimitiert, lädt der Wurm Trojaner auf das System, das so Teil eines Bot-Netzwerkes wird und beispielsweise für Denial-of-Service-Angriffe verwendet werden kann. Außerdem versucht Lupper, über UDP-Port 7222 Kontakt mit dem Urheber aufzunehmen und öffnet dazu eine Backdoor. Ferner scannt er Subnetze, um sich weiter zu verbreiten.
In der Originalversion des Lupper-Wurms sind die Trojaner für das Betriebssystem Linux ausgelegt.
Lupper kann außerdem mit dem Linux-Computervirus RST.b infiziert sein. Das Virus behindert bei manchen Kernel-Versionen aber die Ausführung des Wurms.

## Abwehr
Gängige Antivirenprogramme erkennen die Schadsoftware. Wenn aktuelle Versionen der lückenhaften Software verwendet werden, sind die bestehenden Lücken geschlossen und die Angriffsmöglichkeit entfällt. Ein entsprechendes Sicherheitsupdate für Linuxsysteme wurde bereits zwei Monate vor dem Auftreten von Lupper herausgebracht. Gefährdet waren also nur ungepatchte Rechner. Die Auswirkungen von Lupper waren trotz des hohen Schadenspotentials sehr gering, McAfee und Symantec schätzen die Gefahr als sehr moderat ein, die Anzahl der gemeldeten infizierten Systeme lag in den ersten Stunde der Infektionswelle unter 50.